# نغوين دانغ مينه مان
نغوين دانغ مينه مان (من مواليد 10 يناير 1985) ناشطة في مجال حقوق الإنسان. نظرًا لعدم المساواة الاجتماعية في فيتنام، أصبحت مصورة صحفية مستقلة ونشرت صوراً على الإنترنت كمصدر أخبار بديل لوسائل الإعلام التي تسيطر عليها الدولة. شاركت في عام 2010 في الحركة ضد مطالبات الصين الإقليمية في نزاع بحر الصين الجنوبي. التقطت صوراً لشعار "HS.TS.VN" الذي تم نشره في جميع أنحاء فيتنام لتأكيد مطالبات فيتنام على جزر هوانغ سا (جزر باراسيل) و ترونغ سا (جزر سبراتلي). سافرت ووثقت وحشية الشرطة والفساد الحكومي والاحتجاج العام السلمي، بما في ذلك المظاهرة الكبيرة المناهضة للصين التي عقدت في سايغون في 5 يونيو 2011.
في 31 يوليو 2011 ، احتجزت السلطات الفيتنامية تعسفاً مينه مين مع والدتها (آنغ نغيتش مينه) وشقيقها (نغوين أنغ فنك). خلال محاكمة استمرت 14 يومًا لـ 14 ناشطًا فيتناميًا في يناير 2013 ، تلقى مينه مين أحد الأحكام الأطول، ثم 8 سنوات في السجن و 5 سنوات من الإقامة الجبرية.
تم سجنها في معسكر السجن 5 ، ين دينه، ثانه هوا،
في 28 نوفمبر 2013 ، أعلنت UNWGAD ، وهي مجموعة عمل تابعة للأمم المتحدة معنية بالاحتجاز التعسفي، أنها تؤيد النشطاء، معلنةً أن فييت نام تنتهك الالتزامات الدولية لحقوق الإنسان ويجب عليها الإفراج فورا عن السجناء السياسيين .
بعد مرور عام، بينما بدأ مينه مين إضرابه عن الطعام في الحبس الانفرادي، قدم الطلاب التماسًا إلى مجموعة عمل الأمم المتحدة المعنية بالاحتجاز التعسفي. يتيح هذا الالتماس الإشارة إلى انتهاكات التزامات فييت نام الدولية في مجال حقوق الإنسان.
في 11 يونيو 2015 ، ذهب والده إلى الولايات المتحدة للإدلاء بشهادته أمام الكونغرس حول ظروف احتجاز السجناء في فييت نام. بمناسبة اليوم العالمي لحقوق الإنسان في عام 2015 ، تم إطلاق حملة (#BarsForBlogging) لجذب الانتباه إلى السجناء السياسيين الثلاثة الذين ما زالوا مسجونين منذ محاكمة 2013: نغوين أنغ مينه، ونغ زوان ديون وهو دوك هوا. إطلاق سراحها في 2 أغسطس 2019.